# Panzerlehrbrigade 9
Die Panzerlehrbrigade 9 „Niedersachsen“ (PzLehrBrig 9) ist ein etwa 5000 Soldaten starker Großverband des Heeres der Bundeswehr, der der 1. Panzerdivision in Oldenburg unterstellt ist. Ein Großteil der Brigade ist in Munster, zwei Bataillone sind in Neustadt am Rübenberge stationiert. Die Brigade ist vor allem durch die über Jahrzehnte gezeigte „Informationslehrübung Gefechts- und Luftfahrzeuge des Deutschen Heeres“ als „Schaufenster des Heeres“ bekannt. Hierbei werden die Leistungsfähigkeit der Gefechts- und Luftfahrzeuge des deutschen Heeres demonstriert und in verschiedenen Szenarien die Möglichkeiten des Zusammenwirkens aufgezeigt.

## Auftrag
Die Brigade plant und führt Einsätze im Rahmen von vernetzten, multinationalen Operationen hoher Intensität im Gefecht der verbundenen Kräfte. Darüber hinaus plant, bereitet vor und führt die Brigade im Rahmen des „operativen Wechselspiels“ Einsätze im niedrigen bis mittleren Intensitätsspektrum. Die Brigade ist zur Führung von Operationen verbundener Kräfte im multinationalen und streitkräftegemeinsamen Rahmen, unter Führung eines Divisionskommandos, in einer beweglichen Operationsführung und unter den Bedingungen vernetzter Operationsführung befähigt. Dazu stehen als Hauptwaffensysteme der Panzerlehrbrigade 9 der Kampfpanzer Leopard 2 in der Version A6 und der Schützenpanzer Puma zur Verfügung.
Als Lehrtruppe unterstützt die Brigade die lehrgangsgebundene Ausbildung für den Führungsnachwuchs der gepanzerten Kampftruppen mit zahlreichen Lehrübungen, ebenso die Ausbildung der Führungsakademie der Bundeswehr, der Offizierschule des Heeres sowie anderer Truppenschulen. Die Brigade zeigt den vorschriftengerechten, straffen und methodisch zweckmäßigen Ablauf des Dienstes von der Materialbewirtschaftung bis zum Gefechtsschießen der verbundenen Waffen auf Ebene des verstärkten Kampftruppenbataillons. Neben der Unterstützung der Panzertruppenschule durch Lehrübungen wirkt die Panzerlehrbrigade 9 bei der konzeptionellen Weiterentwicklung der gepanzerten Kampftruppen mit und erprobt als Versuchstruppe neue Waffensysteme und Einsatzverfahren sowie neues Gerät.

## Verbandsabzeichen und Ärmelband

### Aktuelles Verbandsabzeichen

Das bis 2006 genutzte Verbandsabzeichen der Panzerlehrbrigade 9

Die Blasonierung des am linken Ärmel des Dienstanzuges von allen Angehörigen der Brigade getragene Verbandsabzeichen der Panzerlehrbrigade 9 lautet:

„In von gold und silber (gelb und weiß) gespaltenen gotischen Hauptschild mit weißen Bord, belegt mit einem silbernen (weißen), springenden Roß in rotem, spanischen Mittelschild.“

Der Mittelschild des Verbandsabzeichen entspricht dem Wappen des Landes Niedersachsens, nahe dessen Landeshauptstadt Hannover die Panzerlehrbrigade 9 beheimatet ist. Das Ross wird als Sachsenross bezeichnet und ist ein populäres heraldisches Wappentier, das an das Volk der Sachsen erinnern soll. Das Sachsenross ist daher als Wappentier vor allem in den ehemaligen sächsischen Stammesgebieten in Norddeutschland, den Niederlanden, England und Westfalen besonders verbreitet und findet sich auch im Wappen der ehemals unter anderem in Hannover regierenden welfischen Dynastie Haus Hannover, die das Ross im 13. Jahrhundert in ihr Wappen aufnahm. Der von gold und silber gespaltenen Hauptschild knüpft ebenfalls an die Geschichte der Region an. So führten beispielsweise das 1814 bis 1837 bestehende und von den Welfen regierte Königreich Hannover sowie die dem Königreich nachfolgende preußische Provinz Hannover eine Flagge geteilt zu gold und silber (gelb-weiß).
Die Panzerlehrbrigade 9 hat 2006 das Verbandsabzeichen der 2007 außer Dienst gestellte Panzergrenadierbrigade 1 übernommen, deren ehemalige Truppenteile Panzerbataillon 33 und Logistikbataillons 141 jetzt Bestandteil der Panzerlehrbrigade 9 sind. Der weiße Bord unterscheidet das Verbandsabzeichen der Panzerlehrbrigade 9 vom mit einer silbernen Kordel mit eingeflochtenen schwarzen Faden umrandeten Verbandsabzeichen der 1. Panzerdivision. Alle der 1. Panzerdivision unterstellten Brigaden (im Falle der 1. Panzerdivision die mittlerweile aufgelösten Brigaden mit den Ordnungsnummern 1, 2, 3) führten ähnliche Verbandsabzeichen, die sich nur aufgrund des Bordes ihrer Verbandsabzeichen unterschieden. Wie für alle 36 Brigaden des Feldheeres üblich wiesen die Brigaden der Division in der Reihenfolge ihrer Ordnungsnummern einen weißen, roten oder gelben Bord – keine Kordel – auf. Das weiß umrandete Verbandsabzeichen der außer Dienst gestellten Panzergrenadierbrigade 1 erinnert also an die einstige Unterstellung als „erste Brigade“ der 1. Panzerdivision. Die „Schwesterbrigade“ Panzerbrigade 21 führt das Sachsenross in der Darstellungsform als steigendes Westfalenpferd in seinem gelb umrandeten Verbandsabzeichen, das an ihre ehemalige Unterstellung als dritte Brigade zur 7. „westfälischen“ Panzerdivision erinnert.

### Verbandsabzeichen bis 2006
Bevor die Panzerlehrbrigade 2006 das Verbandsabzeichen der Panzergrenadierbrigade 1 übernahm, führte sie ein Verbandsabzeichen mit folgender Blasonierung:

„In rot zwei gekreuzten Schwerter und ein silbernes (weißes) „L“ mit rosa Bord“

Dieses Verbandsabzeichen ähnelte dem Verbandsabzeichen der Panzertruppenschule (ehemals Kampftruppenschule 2). Während die Panzertruppenschule jedoch wie alle Truppenschulen ein „S“ (für Schule) aufwies, deutet das „L“ (für Lehr) darauf hin, dass die Panzerlehrbrigade zusätzlich zum normalen Ausbildungsauftrag einer Brigade noch den Lehrauftrag hat. Die rosa Umrandung wiederum leitete sich wie bei anderen Truppenschulen von der Waffenfarbe der Panzertruppe ab. Andere Truppenschulen bzw. zugeordnete Lehrtruppenteile und das ehemalige Heeresamt führten Verbandsabzeichen mit ganz ähnlicher Systematik.

### Internes Verbandsabzeichen
Angelehnt an die Symbolik des bis 2006 geführten Verbandsabzeichen führen Stab und Stabskompanie ein internes Verbandsabzeichen mit folgender Blasonierung:

„In rot ein goldenes (gelbes) „L“ und ein goldener (gelber) Eichenlaubkranz.“

Das L weist auf die Aufgabe als Lehrtruppenteil hin, das rote Feld korrespondiert mit dem Schild des Verbandsabzeichen, während das Eichenlaub eines der traditionellen Symbole in der deutschen Heraldik und auch des deutschen Heeres ist. Ein Eichenlaubkranz fasst beispielsweise auch die meisten Barettabzeichen der Bundeswehr ein.

### Ärmelband
Der Bundespräsident verlieh der Brigade am 24. September 1987 das Ärmelband „Panzerlehrbrigade 9“ als sichtbares Zeichen der Anerkennung.

### Beiname
Am 5. November 2021 verlieh die Präsidentin des Niedersächsischen Landtages, Gabrielle Andretta, den Beinamen „Niedersachsen“ als besonderen Ausdruck der Verbundenheit der Brigade zum Land Niedersachsen.

## Gliederung

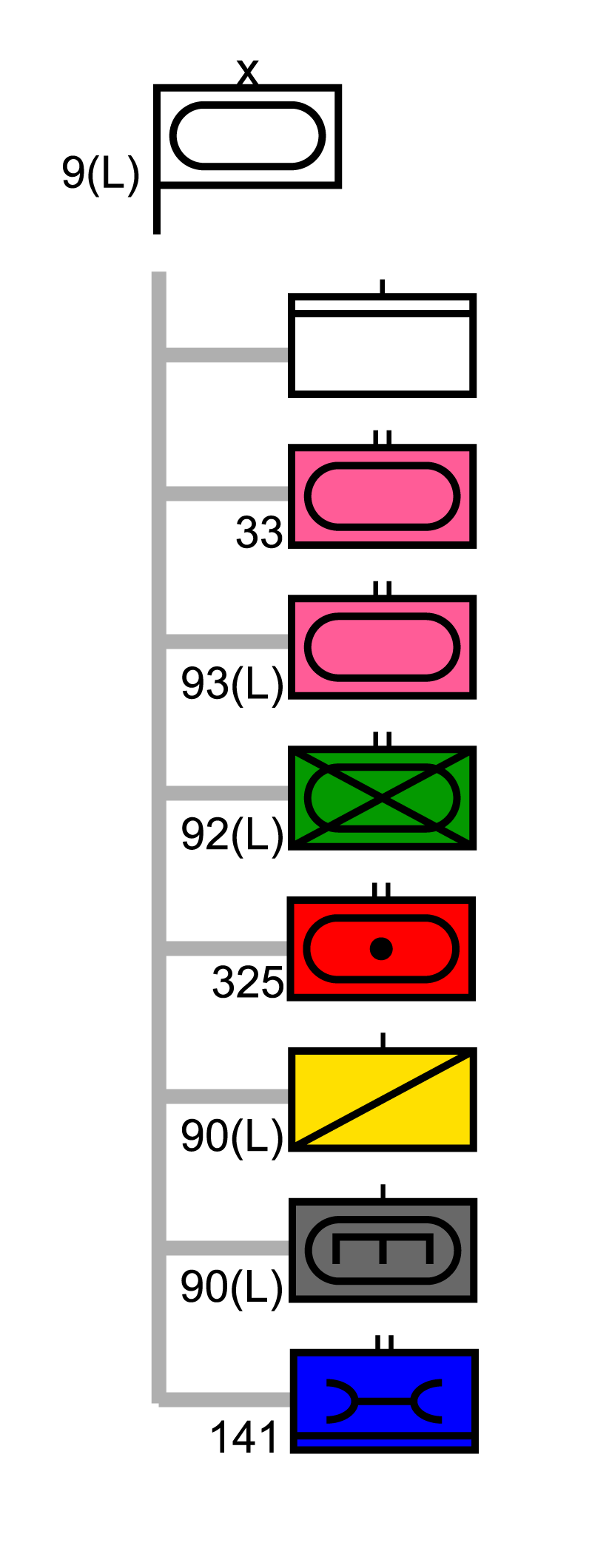
Gliederung der Panzerlehrbrigade 9 vor Neuausrichtung des Heeres

- Stabs-/Fernmeldekompanie Panzerlehrbrigade 9, Munster
- Panzergrenadierbataillon 33, Neustadt am Rübenberge
- Panzergrenadierlehrbataillon 92, Munster
- Panzerlehrbataillon 93, Munster
- Panzerbataillon 203, Augustdorf (geplanter Kampfverband für Panzerbrigade 45[3])
- Aufklärungslehrbataillon 3 „Lüneburg“, Lüneburg
- DEU/GBR Pionierbrückenbataillon 130, Minden
- Versorgungsbataillon 141, Neustadt am Rübenberge

## Geschichte

### Anfänge
Die ersten Lehrbataillone der Bundeswehr in Munster-Lager wurden 1956 aufgestellt. Der aktive Landrat Karl-Theodor Molinari und der ehemalige Oberstleutnant der Wehrmacht und der Arzt Hermann Wulf gaben ihre Berufe auf, um als Kommandeure das neue Panzerlehrbataillon und Panzergrenadierlehrbataillon zu führen. 71 Freiwillige, meist kriegserfahrene Soldaten, wurden im Hauptlager, der heutigen Hindenburg-Kaserne, stationiert. 1958 bestanden die Bataillone in der Heeresstruktur 1 aus jeweils vier Kampfkompanien, einer Stabs- und einer Versorgungskompanie. Das Panzergrenadierlehrbataillon war der Panzergrenadierschule und das Panzerlehrbataillon der Panzertruppenschule unterstellt.
Mit Aufstellungsbefehl vom 1. Juni 1958 wurden mit sofortiger Wirkung Stab und Stabskompanie der Panzerlehrkampfgruppe in Munster im Schützenhauslager (heute Örtzetal-Kaserne) aufgestellt und der Panzertruppenschule unterstellt. 1958 führte die Lehrtruppe die dreiwöchige Lehr- und Versuchsübung 1958 („LV 58“) durch. In dieser Übung wurde die künftige Gliederung des Heeres organisatorisch und taktisch erprobt. Ihren Abschluss bildeten die Vorführungen der verschiedenen Waffensysteme und deren Leistungsfähigkeit unter den Augen des damaligen Bundeskanzlers Konrad Adenauer in Bergen-Hohne. Mit Unterstellung der beiden Lehrbataillone wurde die Panzerlehrbrigade 9 1959 begründet. Die Panzerlehrbrigade 9 unterstand zunächst der 3. Panzerdivision in Buxtehude. Erster Kommandeur war Brigadegeneral Wilhelm von Roeder.
Ende 1959 (Heeresstruktur 2) unterstanden der Brigade die Stabskompanie, das Panzeraufklärungslehrbataillon 11 (nur in Friedenszeiten zur Erfüllung des Lehrauftrags der Kampftruppenschule II, im Verteidigungsfall sowie bei Divisionsübungen der 11. Panzergrenadierdivision bis zu deren Auflösung 1994 unterstellt, danach wieder der PzLehrBrig 9 unterstellt), das Panzergrenadierlehrbataillon 92, das Panzerlehrbataillon 93, Panzerartillerielehrbataillon 95, Versorgungslehrbataillon 96 (Aufstellung 1. Februar 1959), Panzerpionierlehrkompanie 90, Panzerjägerlehrkompanie 20. Der Schützenpanzer HS 30 löste 1960 den M39 ab, die Artillerie erhielt die Panzerhaubitze M109G und die 4./Panzerlehrbataillon 93 erhielt 1963 als erste Kompanie des deutschen Heeres den Kampfpanzer Leopard 1.

### Umstrukturierung und Auslandseinsätze
Die Panzerlehrbrigade 9 wurde nach Auflösung der 3. Panzerdivision 1994 vorübergehend der 7. Panzerdivision in Düsseldorf unterstellt, wechselte 1996 jedoch zur 1. Panzerdivision in Hannover. In der Heeresstruktur 5 unterstanden der Brigade das Panzergrenadierlehrbataillon 92, Panzerlehrbataillon 93 und Panzerlehrbataillon 334 „Celle“, die Panzerartillerielehrbataillone 95 und 325, Panzeraufklärungslehrbataillon 3 „Lüneburg“, die Panzeraufklärungslehrkompanie 90 und die Panzerpionierlehrkompanie 90.
2002 wurden Truppenteile der Brigade in Bosnien-Herzegowina und 2004/2005 im 10. Einsatzkontingent KFOR im Kosovo eingesetzt. Des Weiteren stellte die Brigade Truppenteile für das 15. Einsatzkontingent KFOR auf dem Balkan und für das 12. Einsatzkontingent ISAF in Afghanistan. Um autark weltweit operieren zu können, wurde die Panzerlehrbrigade 9 im Juli 2006 mit der Unterstellung des Panzerbataillons 33 und des Logistikbataillons 141 aus Luttmersen sowie mit der Aufklärungslehrkompanie 90 aus Munster verstärkt. Die aktuelle Personalstärke beträgt ca. 4700 Soldaten, von denen rund 3000 in Munster stationiert sind. Zudem verlegte 2006 das Panzerartillerielehrbataillon 325 aus Schwanewede zum optimalen Zusammenfassen der Kräfte nach Munster. Aufgrund der Einbindung der Panzerlehrbrigade 9 in die Auslandseinsätze der Bundeswehr musste die Lehrübungstätigkeit reduziert werden. Bis zum Ende des Kalten Krieges demonstrierte die Brigade in ca. 50 Lehrübungen jährlich vor nationalen und internationalen Beobachtern die Zuverlässigkeit und die Leistungsfähigkeit des deutschen Heeres.
Die Bundeswehr hat sich zu einer Armee im Einsatz gewandelt. Zuletzt waren etwa 1400 Soldaten der Verbände und selbstständigen Einheiten der Lehrbrigade von September 2006 bis Mai 2007 im Kosovo und in Afghanistan. Hervorzuheben ist hierbei der Einsatz des Provincial Reconstruction Team in Feyzabad, in Nord-Afghanistan, bei dem die Soldaten des PRT zum Wiederaufbau des Landes beitragen konnten. In diesem Zeitraum ist es gelungen, einen durch Spenden aus Deutschland finanzierten Kindergarten aufzubauen, der 200 afghanischen Kindern die Möglichkeit bietet, in festen Unterkünften zu spielen und betreut zu werden. Das Startkapital dazu kam aus Einnahmen der Tippgemeinschaft im Rahmen der Fußball-Weltmeisterschaft 2006 auf Initiative des damaligen Kommandeurs des PRT.
Mitte Mai 2008 sind etwa 1500 Soldaten der Panzerlehrbrigade 9 mit dem 20. Deutschen Einsatzkontingent auf den Balkan verlegt worden oder halten sich als ORF-Kräfte einsatzbereit. Nach Abschluss der Einsätze gilt es, die Umgliederung zur Brigade der Eingreifkräfte durch entsprechende Ausbildung der Soldaten abzuschließen, um auf einen möglichen Einsatz im Rahmen der Eingreifkräfte der 1. Panzerdivision vorbereitet zu sein.

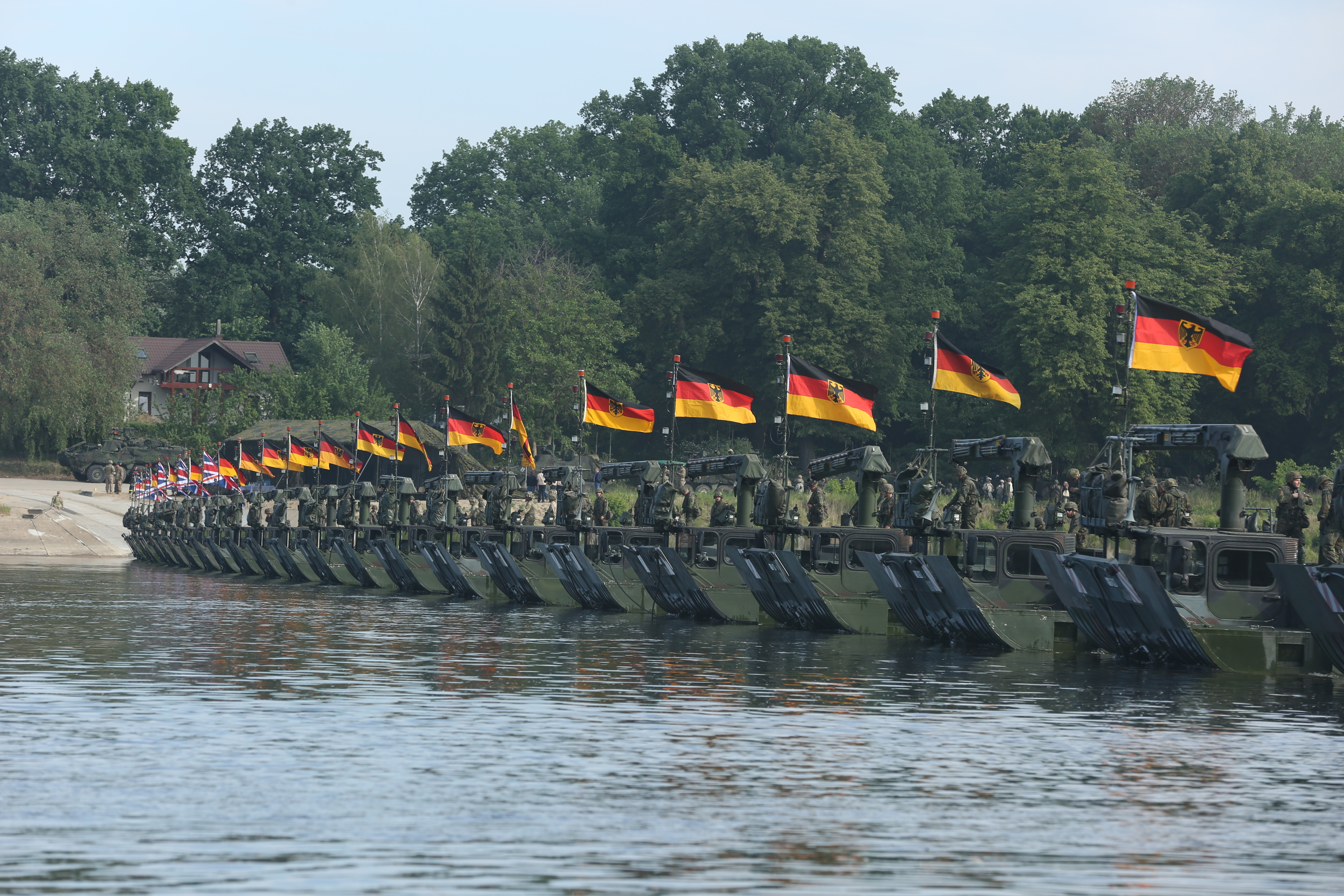
Das Pionierbataillon 130 während des Manövers Anakonda 2016 in Polen

Im Jahr 2011 war die Panzerlehrbrigade 9 erneut verantwortlicher Leitverband der Heeresanteile in den Einsatzländern Afghanistan (hier war der Schwerpunkt) und Kosovo.
Auch im zweiten Halbjahr 2014 war die Lehrbrigade verantwortlich für die Personalgestellung KFOR und ISAF. Hier ergab sich die Herausforderung, das 2014 ablaufende ISAF-Mandat in das ab 2015 beginnende RS-Mandat zu überführen.
Für 2016 ist die Panzerlehrbrigade 9 Leitverband für die Ausbildung von Peschmerga-Kämpfern im Nord-Irak.
Im Juni 2016 nahm das Panzerpionierbataillon 130 aus Minden an einen multinationalen Pioniereinsatzverband bei Chełmno während der zehntägigen Verteidigungsübung Anakonda 16 in Polen teil.
2019 war die Panzerlehrbrigade 9 der Leitverband der schnellen Eingreiftruppe der NATO Very High Readiness Joint Task Force (VJTF).
Zum 1. April 2023 wurden der Panzerlehrbrigade 9 das Panzerbataillon 203 unterstellt, das in Augustdorf stationiert ist und vorher Teil der Panzerbrigade 21 war. Am 6. November 2023 wurde bekannt gegeben, dass das Panzerbataillon 203 als Teil der neu aufgestellten Panzerbrigade 45 dauerhaft in Litauen stationiert werden soll.

### Ehemalige Verbände und Einheiten
- Panzerpionierlehrkompanie 90, Munster (außer Dienst ab 30. Juni 2015)
- Aufklärungslehrkompanie 90, Munster (außer Dienst ab 30. Juni 2015)
- Versorgungslehrbataillon 96 (aufgelöst 31. März 1974)
- Panzerlehrbataillon 91 (aufgelöst 30. Oktober 1992)
- Panzerlehrbataillon 94 (aufgelöst 30. Oktober 1992)
- Panzergrenadierlehrbataillon 332 (ausgegliedert 31. Dezember 1996, aufgelöst am 30. Juni 2006)
- Panzerartillerielehrbataillon 325 (wurde der 1. Panzerdivision direkt unterstellt)
- Panzeraufklärungslehrbataillon 11 (aufgelöst 31. März 1997)
- Panzerartillerielehrbataillon 95 (aufgelöst 30. September 2002)
- Panzeraufklärungslehrbataillon 3 (ausgegliedert 30. Juni 2003)
- Jägerbataillon 91, Rotenburg (Wümme), (Unterstellungswechsel zur Panzerbrigade 21 zum 1. April 2023)
- Panzermörserkompanie 6./PzGrenLehrBtl 92 (Aufgelöst 21. Oktober 2005)
- Panzerlehrbataillon 334 „Celle“ (aufgelöst 30. Juni 2006)
- Panzerjägerlehrkompanie 90 (aufgelöst 30. September 1996)
- Nachschublehrkompanie 90 (aufgelöst 31. März 1994)
- Instandsetzungslehrkompanie 90 (aufgelöst 31. März 1994)
- Sanitätslehrkompanie 90, später 4./Sanitätsbataillon 3 (SanLehrKp) (aufgelöst)
- ABC Abwehrlehrkompanie 90 (aufgelöst)

### Kommandeure
Folgende Offiziere kommandierten die Brigade:
| Nr. | Name                                            | Beginn der Berufung | Ende der Berufung  |
| 25  | Oberst Stephan Behrenz                          | Juli 2025           | –                  |
| 25  | Brigadegeneral Lutz Kuhn                        | 28. April 2022      | Juli 2025          |
| 24  | Brigadegeneral Christian Freuding               | 6. September 2019   | 28. April 2022     |
| 23  | Brigadegeneral Ullrich Spannuth                 | 24. April 2017      | 6. September 2019  |
| 22  | Brigadegeneral Gunter Schneider                 | 9. Mai 2014         | 24. April 2017     |
| 21  | Brigadegeneral Norbert Wagner                   | 30. März 2012       | 9. Mai 2014        |
| 20  | Brigadegeneral Bernd Schütt                     | 17. September 2010  | 30. März 2012      |
| 19  | Brigadegeneral Wilhelm Grün                     | 18. Juli 2007       | 17. September 2010 |
| 18  | Brigadegeneral Carsten Jacobson                 | 25. Februar 2005    | 18. Juli 2007      |
| 17  | Brigadegeneral Richard Roßmanith                | 2003                | 2005               |
| 16  | Oberst Gerhard Stelz                            | 2001                | 2003               |
| 15  | Brigadegeneral Wolf-Joachim Clauß               | 2000                | 2001               |
| 14  | Oberst Wolfgang Korte                           | 1996                | 1999               |
| 13  | Brigadegeneral Erich Becker                     | 1. Oktober 1990     | 1995               |
| 12  | Oberst Joachim Spiering                         | 1. Oktober 1987     | 30. September 1990 |
| 11  | Brigadegeneral Georg-Heinrich Roth              | 11. Oktober 1982    | 30. September 1987 |
| 10  | Brigadegeneral Helge Hansen                     | 26. September 1980  | 11. Oktober 1982   |
| 9   | Brigadegeneral Franz Uhle-Wettler               | 1. April 1978       | 25. September 1980 |
| 8   | Brigadegeneral Franz-Joachim Freiherr von Rodde | 1. Oktober 1974     | 31. März 1978      |
| 7   | Brigadegeneral Gottfried Ewert                  | 1. Oktober 1970     | 30. September 1974 |
| 6   | Brigadegeneral Alfred Müller                    | 1. Oktober 1968     | 30. September 1970 |
| 5   | Brigadegeneral Karl Deichen                     | 1. Oktober 1966     | 30. September 1968 |
| 4   | Brigadegeneral Karl-Reinhard von Schultzendorff | 1. Oktober 1964     | 30. September 1966 |
| 3   | Brigadegeneral Ernst Philipp                    | 1. Oktober 1962     | 30. September 1964 |
| 2   | Brigadegeneral Wilhelm Voß                      | 1. Juni 1961        | 30. September 1962 |
| 1   | Brigadegeneral Wilhelm von Roeder               | 1. April 1958       | 31. Mai 1961       |

## Beschreibung ausgewählter Brigadeteile

### Aufklärungslehrbataillon 3 „Lüneburg“

#### Auftrag und Gliederung
Das Aufklärungslehrbataillon 3 „Lüneburg“ führt im gesamten Aufgabenspektrum der Streitkräfte bodengebundene Spähaufklärung, luftgestützte unbemannte abbildende Lageaufklärung und Gefechtsfeldradaraufklärung sowie Aufklärung mittels Feldnachrichtenkräften und leichten abgesessenen Aufklärungskräften durch. Der Stab unterstützt den Bataillonskommandeur bei der Führung des Bataillons. Weiterhin nimmt er die Aufgaben des Bataillons in allen Führungsgrundgebieten sowie der Verwaltung wahr.
- 1. Kompanie (Versorgungs- und Unterstützungskompanie)
- 2. Kompanie (Spähkompanie)
- 3. Kompanie (Leichte Aufklärungskompanie)
- 4. Kompanie (Technische Aufklärungskompanie)
- 5. Kompanie (Grundausbildungskompanie)
- 6. Kompanie (Ergänzungstruppenteil)

#### Geschichte und Wappen

„Der goldene Reiter“ Wappen des AufklLehrBtl 3

Am 28. Juni 1956 wurde vom Verteidigungsministerium der Aufstellungsbefehl Nr. 20 erlassen, der die Aufstellung eines Panzeraufklärungsbataillon in Lingen an der Ems zum Inhalt hatte. Der damaligen 3. Panzerdivision in Buxtehude unterstellt, bekam es die „Hausnummer“ 3 und wurde nur drei Jahre später in den ehemaligen Fliegerhorst der Wehrmacht, die ehemaligen „Alma Barracks“ der britischen Armee nach Lüneburg verlegt.
Der Auftrag des Bataillons wurde in den 90er-Jahren immer internationaler. Nichts neues, denn schon 1966 hatte man sich mit den zum Teil in Deutschland stationierten niederländischen Aufklärern „Huzaren van Boreel“ befreundet, mit denen eine sehr enge Bindung besteht. So wurde im Juli 2016 nicht nur das eigene 60. Jubiläum, sondern auch noch das 50. Jahr der ältesten Patenschaft zwischen zwei Verbänden von NATO-Staaten begangen. Intensive Kontakte und Freundschaften werden auch mit der niederländischen Kavallerie-Ehreneskorte des Königs gepflegt.
Der erste Auslandseinsatz für das Bataillon fand 1993 unter der Führung der Vereinten Nationen in Somalia statt. Ab 1995 überwachten Lüneburger Spähtrupps den Frieden auf dem Balkan, erst in Bosnien-Herzegowina, dann auch im Kosovo und in Mazedonien sowie später in Kunduz, Mazar e-Sharif, Feyzabad und Kabul. Etwa alle zwei Jahre bekam das Bataillon den Auftrag, eine Aufklärungskompanie für ein Jahr nach Afghanistan zu entsenden. Seit 2015 ist das Bataillon der Panzerlehrbrigade 9 in Munster unterstellt und trägt das schwarze Ärmelband der Brigade. Es ist damit gleichzeitig Teil der 1. Panzerdivision.
Im Jahr 2016 dienen Lüneburger Aufklärer auf drei Kontinenten. Sie sind im Einsatz in Afghanistan, bilden im Irak kurdische Peshmerga gegen den sogenannten Islamischen Staat aus, unterstützen die Vereinten Nationen in Somalia, beteiligen sich weiterhin an der UN-Mission im Kosovo und sind mit einer gemischten Aufklärungskompanie  im Norden Malis. Über die Hälfte des Bataillons wurde ab Herbst 2016 im „robusten“ Einsatz rund um die Stadt Gao für die Blauhelmtruppe die Aufklärungsarbeit leisten  und hier das Aufklärungsbataillon 6 „Holstein“; das Schwesterbataillon der „Lüneburger“ ablösen.
Das Bataillon, seit 2008 nunmehr unter dem Namen Aufklärungslehrbataillon 3 „Lüneburg“ im Heer geführt, versteht sich, wie einige britische und niederländische Einheiten auch, noch als „Kavalleriebataillon“ und somit auch als der Traditionsbewahrer der Kavallerietruppe innerhalb der Bundeswehr. So geht der „goldene Reiter“ des Bataillonsabzeichens auf das Wappen der ersten Kavalleriedivision zurück. Stil und Form der Kavallerie werden gepflegt und gelebt; die jungen Offiziere des Bataillons und seine Soldaten werden in diesem Geist, den modernen Vorgaben der inneren Führung folgend, ausgebildet. Das Bataillon erwarb sich schnell den Spitznamen „von 3“ da in seinen Reihen traditionell der ehemalige deutsche Adel, häufig der Kavallerie sehr verbunden, seine Söhne zu Offizieren ausbilden ließ und lässt.
Am 30. September 2008 wurde dem Bataillon der Beiname „Lüneburg“ und das Fahnenband durch den Inspekteur des Heeres verliehen.
Der Traditionsgruß der Lüneburger Aufklärer lautet: „Horrido! – Johoo!“

### Panzergrenadierbataillon 33

#### Auftrag und Gliederung

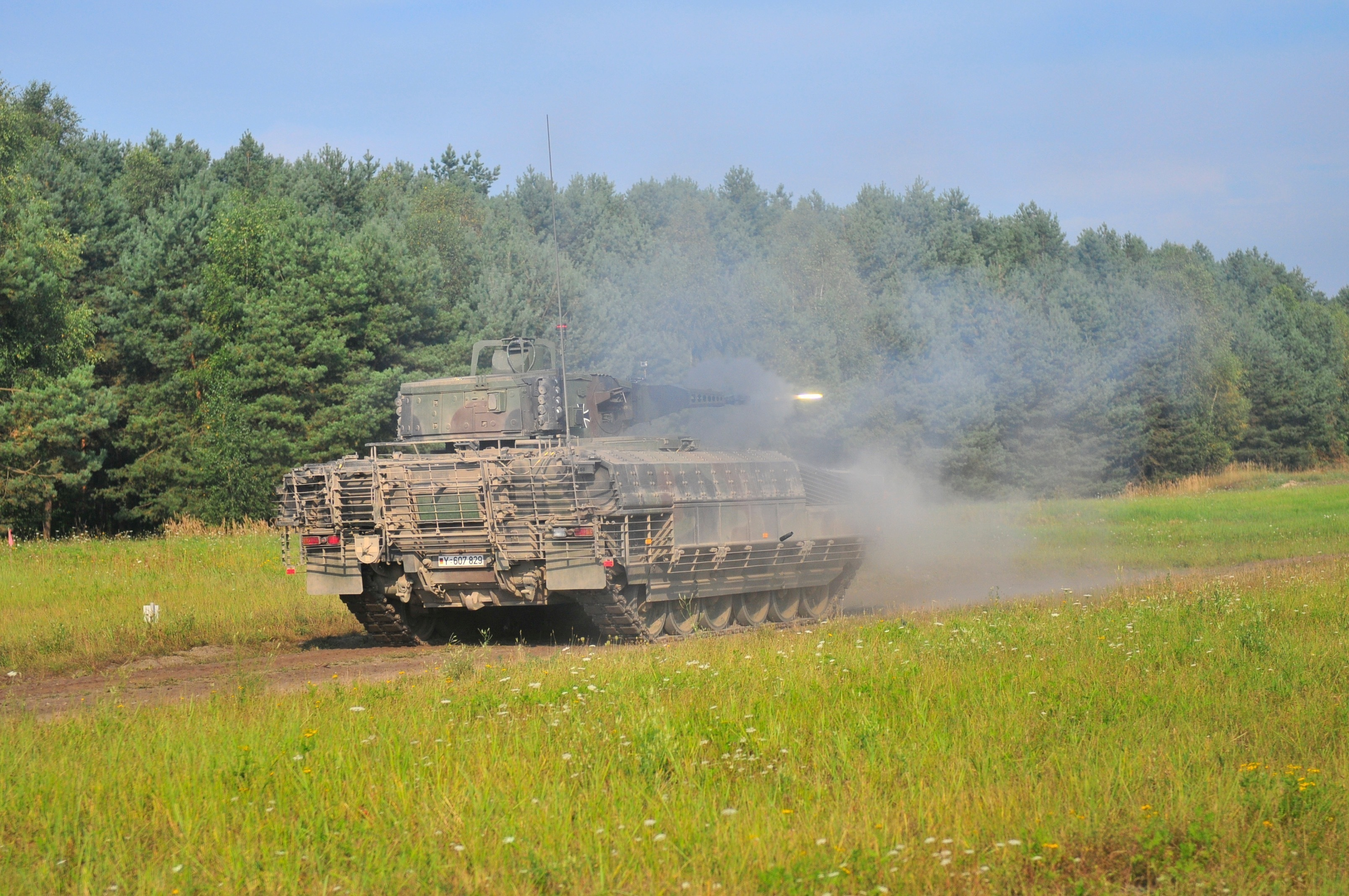
Schützenpanzer Puma während der Schussabgabe auf dem Truppenübungsplatz Bergen

Das Bataillon ist befähigt, innerhalb von 20 Tagen verlegefähig zu sein und dann Einsatzaufträge in „High Intensity Conflicts“ auch im multinationalen Einsatz zu führen bzw. nach kurzer einsatzbezogener Ausbildung im erweiterten Aufgabenspektrum einsatzbereit sein. Im Frieden sichert es dazu durch Ausbildung und Übung die personelle und materielle Aufwuchsfähigkeit. Im Zuge der Umstrukturierung wurde das Panzerbataillon 33 als Panzergrenadierbataillon 33 neu aufgestellt und wird mit dem Schützenpanzer Puma ausgerüstet. Das Bataillon gliedert sich dazu in:
- 1./PzGrenBtl 33: Stabs- und Versorgungskompanie
- 2./PzGrenBtl 33: Einsatzkompanie
- 3./PzGrenBtl 33: Einsatzkompanie
- 4./PzGrenBtl 33: Einsatzkompanie

#### Wappen und Geschichte

Wappen des PzGrenBtl 33

Der Wappengrund ist in den preußischen Farben Schwarz-Weiß gestaltet. Schwarz und Weiß waren zugleich die Farben der Standarten an den Lanzen der alten preußisch-deutschen Reiterei seit den Befreiungskriegen und sind damit auch Symbol der Panzertruppe, die als Nachfolger der schweren Kavallerie angesehen wird. Die im Inneren des Wappenschildes gezeigte Palme ist Symbol des Bataillons seit 1958.
Im Jahr 1958 wird das Bataillon in Munster mit Panzern des Typs M47 für zunächst zwei Kampfkompanien aufgestellt. Zwei Jahre später erhält der Verband Kampfpanzer M48. Im Jahr 1965 verlegt der Verband von Barme nach Neustadt am Rübenberge und erhält im Jahr 1966 den Kampfpanzer Leopard 1. Im Jahr 1981 erhält das Bataillon die ersten Kampfpanzer Leopard 2. Nach dem Ende des Kalten Krieges wird das Bataillon im Jahr 1992 aus der Panzerbrigade 3 in Nienburg herausgelöst und der Panzerbrigade 21 in Augustdorf unterstellt. Im Jahr 1999 wird das Bataillon in Albanien und im Kosovo eingesetzt; zwei Jahre später 2001 dann im Kosovo und in Mazedonien. Im Jahr 2002 erfolgt zunächst der Wechsel zur Panzergrenadierbrigade 1 in Hildesheim und dann im Juli 2006 zur Panzerlehrbrigade 9. Von Oktober 2006 bis Februar 2007 waren Teile des Panzerbataillons 33 als Einsatzbataillon der Multinational Taskforce South/PRIZREN im Rahmen der KFOR-Mission eingesetzt. In der ersten Jahreshälfte 2009 war das Bataillon als ORF „Operational Reserve Force“-Bataillon für EUFOR und KFOR auf dem Balkan eingesetzt.
Im Rahmen des ISAF-Einsatzes war das Bataillon Leitverband für das 26. und 27. deutsche Einsatzkontingent im Provincial Reconstruction Team (PRT) Kunduz. Mit knapp 400 Soldaten stellte das Bataillon ab Mitte Juni 2011 die Schutzkompanie, die Unterstützungs- und Versorgungskompanie und den Kern des Stabes. Der Einsatz fand bis Mitte März 2012 statt. Von 2011 bis 2013 führte Axel Hardt das Bataillon.
- Das Motto des Bataillons lautet: „Der Geist der Truppe ist ihre Stärke.“.
- Das Motto der 1. Kompanie lautet: „Ohne uns läuft nichts“.
- Ein Motto der Kompanien lautet: „Ein Unmöglich gibt es nicht“.

### Panzerlehrbataillon 93

#### Auftrag und Gliederung

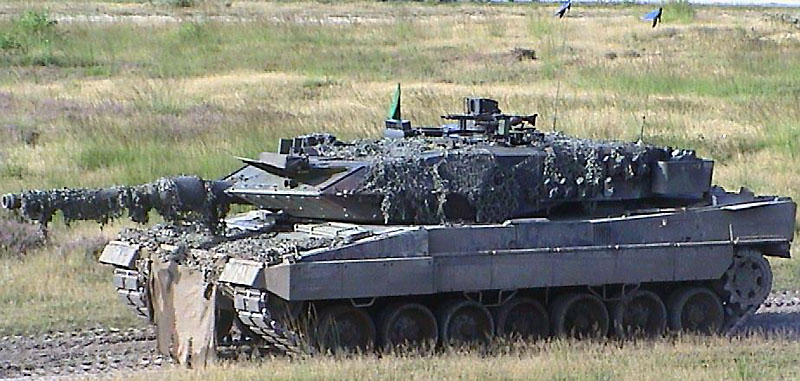
Kampfpanzer Leopard 2

Als eines von drei Panzerbataillonen der Eingreifkräfte des deutschen Heeres ist der Hauptauftrag die Vorbereitung und Teilnahme sowohl an friedenserzwingenden als auch an friedenserhaltenden Operationen der Bundeswehr. Das Panzerlehrbataillon 93 unterstützt die Panzerlehrbrigade 9 und die Truppenschule Munster bei der Aus- und Weiterbildung von militärischen Führern der gepanzerten Kampftruppen. Das Bataillon gliedert sich dazu in:
- 1. Stabs- und Versorgungskompanie
- 2. Kompanie mit Leopard 2
- 3. Kompanie mit Leopard 2
- 4. Kompanie mit Leopard 2
- 5. Kompanie (Einsatzunterstützungskompanie)

#### Wappen und Geschichte

Wappen des Panzerlehrbataillons 93

Seit dem 1. April 2016 führt das Panzerlehrbataillon 93 anlässlich des 60. Jahrestages der Aufstellung wieder sein ursprüngliches Wappen von 1956, welches das erste Abzeichen eines Verbandes der gerade aufgestellten Bundeswehr überhaupt war. Durch die Truppengattungsfarbe „rosa“ und den stilisierten Kampfpanzer lässt sich bereits auf großer Entfernung erkennen, dass es sich um einen Panzerverband handelt. Durch das stilisierte „L“ wird sofort der Bezug zum einzig bestehenden Panzerlehrbataillon der Bundeswehr und zur Panzerlehrbrigade 9 sowie die Nähe zum „Schwesterbataillon“ Panzergrenadierlehrbataillon 92 im Heimatstandort Munster deutlich. Die gekreuzten Niedersachsenrösser drücken die „sturmfeste und erdverwachsene“ Verbundenheit zum Land Niedersachsen und der Garnison Munster aus.
Das bis zum 1. April 2016 geführte Wappen des Panzerlehrbataillons 93 wurde Ende der 1960er Jahre entworfen. Die Hintergrundfarbe Rot lehnt sich an die damalige Wappenfarbe der Panzerlehrbrigade 9 an. Das „L“ symbolisiert die Zugehörigkeit zur Lehrtruppe; seine leichte Neigung in Verbindung mit der stilisierten Panzerkette drückt Dynamik und Durchschlagskraft aus. Die Zahl 93, welche für die Hausnummer des Bataillons steht, sowie das Eiserne Kreuz als nach außen sichtbares Zeichen der Bundeswehr vervollständigen das Wappen.
Am 1. April 1956 erfolgte die Aufstellung des Panzerlehrbataillons in Munster als erstes Panzerbataillon der Bundeswehr. 1959 erhält es seine heutige Bezeichnung. 1997 verlegt das Bataillon innerhalb Munsters von der Schulz-Kaserne in die Freiherr von Boeselager-Kaserne.
Das Panzerlehrbataillon 93 hat im Laufe seiner Geschichte sein besonderes Leistungsvermögen bei der Durchführung einer Vielzahl von Lehrübungen unter Beweis gestellt. So hat das Panzerlehrbataillon 93 die Informationslehrübungen „Gefechts- und Luftfahrzeuge des Deutschen Heeres“ und „Leistungsvermögen des Deutschen Heeres im gesamten Aufgabenspektrum“ durchgeführt. Aktuell ist das Bataillon für die Durchführung der Informationslehrübung „Das Heer im Einsatz“ verantwortlich. Bereits seit mehreren Jahren sind Soldaten des Bataillons in den internationalen Einsätzen der Bundeswehr bei SFOR, EUFOR, KFOR und ISAF eingesetzt. 2008 / 2009 war das Panzerlehrbataillon 93 als Operational Reserve Force (ORF) – Bataillon im Kosovo eingesetzt. 2011 / 2012 übernahm das Panzerlehrbataillon den Auftrag als Leitverband für die Kampftruppen-OMLT (Operational Mentoring and Liaison Teams) ISAF und die Schutzkompanie Kunduz (27. Einsatzkontingent ISAF). Mit diesen Aufgaben – Mentoring/Ausbildung der afghanischen Streitkräfte und Schutz eigener sowie schutzbefohlener Kräfte – war das Panzerlehrbataillon in den entscheidenden Bereichen des ISAF-Einsatzes eingesetzt.
Im März 2012 kehrten die letzten Teile des Bataillons nach erfolgreicher Durchführung des Einsatzes nach Munster zurück.
Von 2014 bis 2016 führte David Markus das Bataillon.

### Panzergrenadierlehrbataillon 92

#### Auftrag und Gliederung

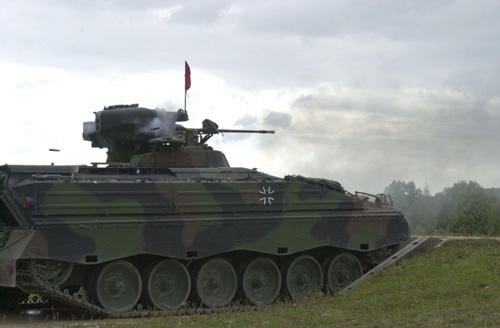
Marder 1A3 beim scharfen Schuss

Im Einsatz führt das Bataillon das Gefecht der verbundenen Waffen im Rahmen der Brigade oder als Teil eines Gefechtsverbandes. Im Frieden bildet das Bataillon Wehrpflichtige aus, stellt Kräfte für Einsatzkontingente, führt Lehrübungen für Lehrgänge der Panzertruppenschule durch und stellt damit die Leistungsfähigkeit des deutschen Heeres zur Schau. Außerdem unterstützt es mit Personal und Material bei Truppenversuchen und beteiligt sich bei nationalen und internationalen Vorhaben und Übungen der übergeordneten Führung. Das Bataillon gliedert sich dazu in folgende Kompanien:
- 1. Stabs- und Versorgungskompanie
- 2. Kompanie mit Schützenpanzer Puma
- 3. Kompanie mit Schützenpanzer Puma
- 4. Kompanie mit Schützenpanzer Puma

#### Wappen und Geschichte

Wappen des PzGrenLehrBtl 92

Das Wappen des Panzergrenadierbataillons 92 besteht aus vier Elementen. Die Hintergrundfarbe grün steht für die Infanterie. Die gekreuzten Pferdeköpfe deuten auf das Land Niedersachsen, in dem das Bataillon zu Hause ist. Der gezeigte Schützenpanzer ist das Hauptwaffensystem der Panzergrenadiere. Das stilisierte „L“ weist auf die Zugehörigkeit zur Lehrbrigade hin.
Das Panzergrenadierlehrbataillon 92 wird als „Panzergrenadierlehrbataillon Munster-Lager“ am 3. Mai 1956 in Munster aufgestellt und im Hauptlager (heutige Hindenburg-Kaserne) stationiert. 1958 nimmt der Verband erstmals an einer Lehrveranstaltung teil. Zum 1. Dezember 1959 wird der Verband in seinen heutigen Namen umbenannt. 1959 wird die Panzerlehrbrigade 9 aufgestellt und der Verband verlegt in die Kaserne der Panzertruppenschule. 1959 erprobt das Bataillon den Schützenpanzer HS 30. 1962 wird das Bataillon bei der Sturmflutkatastrophe im Raum Stade verwendet. 1964 ereignet sich in Bergen ein schweres Schießunglück mit neun Toten und zehn Verletzten. 1971 erhält der Verband den Schützenpanzer Marder. 1975 unterstützt der Verband bei der Waldbrandkatastrophe im Raum Eschede. 1989 verlegt das Bataillon wieder in die Hindenburg-Kaserne. 2000 nimmt das Bataillon an der Ausbildung des 1. Einsatzkontingents GCONKFOR teil. 2002 wird das Bataillon bei Hochwasserkatastrophe im Wendland eingesetzt und stellt Soldaten für das 5. Kontingent SFOR. 2005 wird das Bataillon erneut in KFOR eingebunden. 2006 wird es bei der Elbeflut im Wendland eingesetzt. Am 30. Juni 2007 wurde die 6.(Feldersatz-)Kompanie aufgelöst. Sie war wiederum vorher die „Schwere Kompanie“ des Bataillons und mit PzMörsern M113 ausgerüstet.

### Versorgungsbataillon 141

#### Auftrag und Gliederung
Als Logistikverband einer mechanisierten Brigade setzt es zum einen das Wehrmaterial aller unterstellten Verbände (Panzer, Panzergrenadiere, Panzerartillerie und Pioniere) instand und versorgt die Brigade zum zweiten mit Mengenverbrauchsgütern (Munition, Betriebsstoff, Wasser), sonstigen Gütern und Marketenderwaren. Es ist ebenfalls für die Feldpostorganisation zuständig. Das Versorgungsbataillon gliedert sich dabei in fünf Kompanien:
- 1. Kompanie – Versorgungs- und Unterstützungskompanie in Neustadt am Rübenberge
- 2. Kompanie – Versorgungskompanie in Munster
- 3. Kompanie – Versorgungskompanie in Augustdorf
- 4. Kompanie – Versorgungskompanie in Neustadt am Rübenberge
- 5. Kompanie – Ausbildungskompanie in Munster

#### Wappen und Geschichte
Das Verbandsabzeichen des Versorgungsbataillons 141 zeigt seit 2003 links den blauen Neustädter Löwen auf rotem Grund für Niedersachsen, links den silberblauen „Munsteraner Drache“ auf goldenem Grund und steht damit für die Verbundenheit mit den Heimatstützpunkten. In der Mitte zeigt das Wappen das schwarz-weiße Schwert der Panzergrenadierbrigade 1 (jetzt 1. Panzerdivision) auf blauen Grund (Waffenfarbe der Instandsetzungs- und Nachschubtruppe) und damit die Unterstellung zur 1. Panzerdivision. In Form und Farbgebung entspricht das Wappen dem des ehemaligen Instandsetzungsbataillon 141, so dass dessen Tradition fortgesetzt wird.
Das Versorgungsbataillon entstand zum 1. Juli 2015 im Zuge der Neuausrichtung des Heeres aus dem Logistikbataillon 141. Das Logistikbataillon 141 entstand 2003 im Zuge der Reform „Heer der Zukunft“ aus dem Instandsetzungsbataillon 141. KFOR und ISAF folgen.

### Deutsch/Britisches Pionierbrückenbataillon 130
Das  Deutsch/Britische Pionierbrückenbataillon 130 (DEU/GBR PiBrBtl 130), ist eines von sechs Pionierbataillonen der Bundeswehr auf Brigade-Ebene. Der Verband ist in der Herzog-von-Braunschweig-Kaserne in der ostwestfälischen Stadt Minden in Nordrhein-Westfalen stationiert.

#### Auftrag und Gliederung

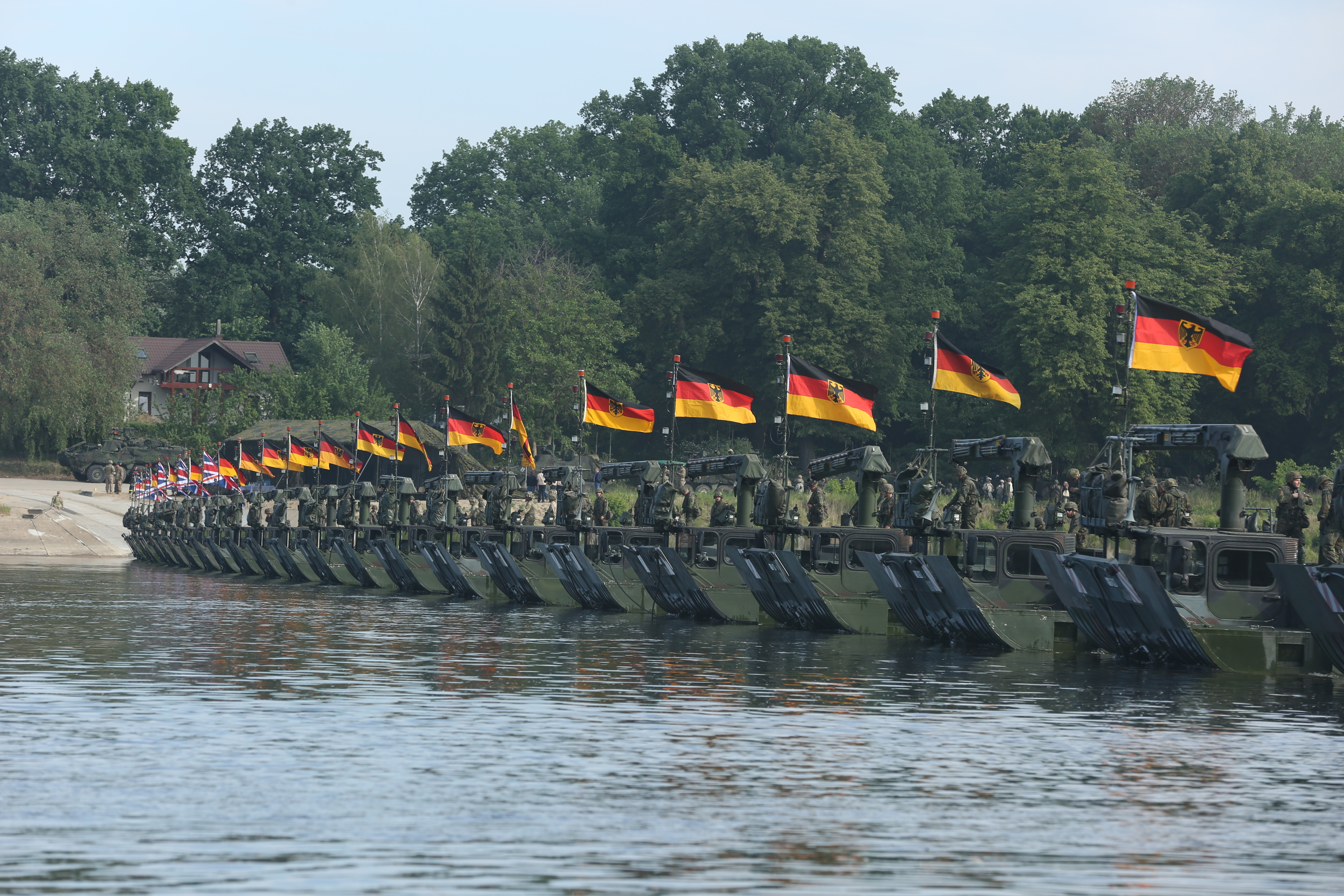
Britische und deutsche Pioniere beim Brückenschlag

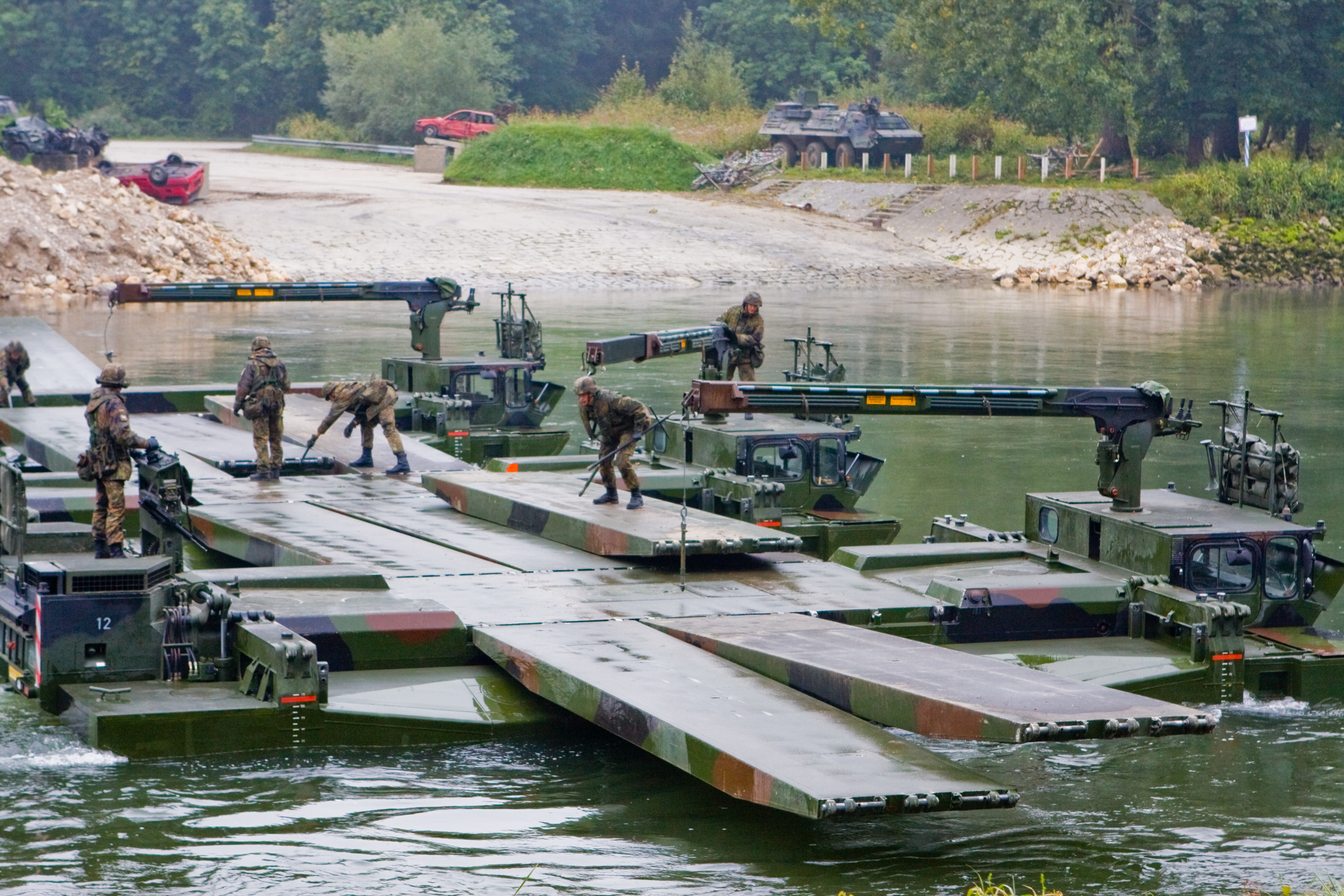
Amphibie M3 im Fährbetrieb

Die Pionierkompanien des Bataillons führen den Einsatz von Pioniermitteln, die Kampfmittelabwehr und die Sicherung von Infrastruktur. Mit der Schwimmbrückenkompanien verfügt das Bataillon über die einzigen Amphibien M3 im Heer. Darüber hinaus verfügt es über den Pionierpanzer Dachs.
Das Bataillon gliedert sich in fünf Kompanien, davon ist die 4./- ein nicht-aktiver Ergänzungstruppenteil. Des Weiteren sind dem Bataillon im Frieden die 4. und 5. Kompanie des schweren Pionierbataillon 901 (sPiBtl 901) unterstellt. Hinzu kommt eine britische Kompanie.
(Gliederung und Bezeichnungen ab Oktober 2021 sind noch zu bestätigen)
- 1./PzPiBtl 130: Versorgungs- und Unterstützungskompanie
- 2./PzPiBtl 130: Panzerpionierkompanie
- 3./PzPiBtl 130: Panzerpionierkompanie
- 4./PzPiBtl 130: Ergänzungstruppenteil (nicht-aktiv)
- 4./sPiBtl 901: Schwimmbrückenkompanie M3
- 5./sPiBtl 901: Schwimmbrückenkompanie M3
- 23 Amphibious Engineer Squadron: Schwimmbrückenkompanie M3

Im Falle einer Mobilmachung werden die beiden deutschen Schwimmbrückenkompanien dem schweren Pionierbataillon 901 rückunterstellt.
Für die Ausbildung nutzt das Bataillon unter anderem den Standortübungsplatz in Hille-Wickriede, den 23,5 Hektar großen Pionierübungsplatz (Wasser) in Minden, den 51,2 Hektar großen Pionierübungsplatz (Land) Lerbeck in Porta-Westfalica sowie die Standortschießanlage in Bückeburg-Cammer.
Die militärgeschichtliche Sammlung „Herzog-von-Braunschweig-Kaserne“, die von der Traditionsgemeinschaft „Herzog-von-Braunschweig-Kaserne“ betreut wird, präsentiert die Mindener Pioniergeschichte.

#### Verbandsabzeichen

Internes Verbandsabzeichen

Das Wappenfeld ist dreigeteilt, wobei die Farben grün, rot, weiß für das Land Nordrhein-Westfalen stehen. Im linken oberen Teil symbolisiert die Mühle den Mühlenkreis Minden-Lübbecke, im rechten oberen Teil steht das westfälische Pferd für die Region Westfalen und im unteren Teil die schwarze Brücke für die Pioniertruppe.

#### Geschichte
1866 werden erstmals die Pionierbataillone 6 und 10, neben diversen Infanterie- und Artillerieregimentern in der Königlich-Preußischen Armee aufgestellt. Diese wurden 1945 durch die britischen Streitkräfte aufgelöst. 1956 erfolgte der Neubau der Herzog-von-Braunschweig-Kaserne auf dem Gelände des ehemaligen Guts Rodenbeck im damals noch unbesiedelten Westen Mindens. 1959 wurde dort das Pionierbataillon 110 stationiert.
Zum 1. Oktober 1972 erfolgte die offizielle Aufstellung des Amphibischen Pionierbataillons 130 (AmphPiBtl 130) in Minden, die bereits im Januar 1972 begonnen hatte. In der Heeresstruktur 4 unterstand das Bataillon dem ebenfalls in Minden stationierten Pionierkommando 1 unmittelbar und war Teil der Korpstruppen des I. Korps. Aus dem Amphibischen Pionierbataillon 130 ging am 1. Oktober 1993 das Pionierbrückenbataillon 130 (PiBrBtl 130) hervor, welches bereits zum 1. Oktober 1996 in schweres Pionierbataillon 130 (sPiBtl 130) umbenannt wurde. Das Fahnenband des Landes Nordrhein-Westfalen wurde dem Bataillon am 23. Oktober 2014 verliehen. Am 1. Juli 2015 wurde das Bataillon abermals umbenannt und umgegliedert: in Panzerpionierbataillon 130 (PzPiBtl 130). In diesem Zuge wechselte die Unterstellung von der 1. Panzerdivision zur Panzerlehrbrigade 9. Auf dem Pionierübungsplatz (Wasser) in Minden findet von Zeit zu Zeit ein Tag der offenen Tür statt, zuletzt am 2. September 2023.
Im Rahmen der NATO-Übung Anaconda nahmen Pioniere der vierten Kompanie des schweren Pionierbataillons 901 an einem Brückenschlag über die Weichsel teil. Dabei wurde eine 350 Meter lange Brücke in Zusammenarbeit mit britischen Pionieren errichtet. Am 20. Juli 2019, dem 75. Jahrestag des Stauffenberg-Attentats, erhielt das Bataillon eine neue Truppenfahne. Am 26. März 2020 übernahm Oberstleutnant Stefan Klein das Kommando über das Bataillon von seinem Vorgänger Oberstleutnant Helge Lammerschmidt. Am 7. Februar 2025 besuchte Bundesminister der Verteidigung Boris Pistorius den Verband.

#### Binationales Pionierbrückenbataillon
Deutschland und das Vereinigte Königreich beabsichtigen die Aufstellung eines gemeinsamen binationalen Schwimmbrückenbataillons. Dazu wurde das bisherige Panzerpionierbataillon 130 zum 1. Oktober 2021 in Deutsch/Britisches Pionierbrückenbataillon 130 umbenannt. Bis 2023 soll es voll aufgestellt und einsatzbereit sein. Beide Länder sind die einzigen Nutzer der Amphibie M3 in der NATO. Seit 2014 ist in Minden bereits die 23. Amphibische Pionierkompanie (englisch 23 Amphibious Engineer Squadron) des britischen Heeres stationiert.

#### Kommandeure
| Dienstgrad     | Name                 | von           | bis           |
| -------------- | -------------------- | ------------- | ------------- |
| Oberstleutnant | Stefan Klein         | 26. März 2020 | 1. Aug. 2023  |
| Oberstleutnant | Helge Lammerschmidt  | 30. März 2017 | 26. März 2020 |
| Oberstleutnant | Thorsten Schwiering  | 27. Mai 2014  | 30. März 2017 |
| Oberstleutnant | Hans-Martin Gieseler | 30. März 2017 | 4. Aug. 2023  |
| Oberstleutnant | Florian Loges        | 4. Aug. 2023  | –             |